# Pontia helice
Espèce
Pontia helice est une espèce de lépidoptères (papillons) de la famille des Pieridae, de la sous-famille des Pierinae et du genre Pontia.

## Dénomination
Pontia helice (Linnaeus, 1764)
Synonyme : Papilio helice (Linnaeus, 1764) et Papilio hellica (Linnaeus, 1767)

### Noms vernaculaires
Pontia  helice se nomme Meadow White en anglais.

### Sous-espèces
- Pontia helice helice
- Pontia helice johnstoni  (Crowley, 1887)[1].

## Description
Ce papillon blanc taché de gris, les femelles étant plus marquées de foncé que les mâles

## Biologie

### Période de vol
Les adultes volent toute l'année en plusieurs générations

### Plantes hôtes
Il a pour plantes hôtes des Brassicaceae.

## Écologie et distribution
Présent en Afrique, dans tout l'est le long de la côte Pacifique et dans toute l'Afrique du Sud.

### Biotope
Présent dans les espaces ouverts.

## Protection
Pas de statut de protection particulier.